# 圣莫里斯堡站
圣莫里斯堡站是法国的一个铁路车站，位于法国东部阿尔卑斯山区内的圣莫里斯堡。遊人可以在該站轉乘莱萨尔克特快纜車直達Les Arcs 1600滑雪度假村。

## 位置
圣莫里斯堡站位于圣莫里斯堡市区的东部，圣皮埃尔达尔比尼－圣莫里斯堡铁路80.212公里处，也是该铁路的终点。车站大致呈南北走向，是一个尽头式的车站，列车只能从车站南侧进出。主站房则位于车站北侧的尽头处。

## 历史
圣莫里斯堡站建于1913年，是法国本土最晚修建的普通铁路车站之一。1992年，因法国冬奥会的需要，圣莫里斯堡站曾进行了大规模的翻新。
在2016年以前，圣莫里斯堡站每晚还有一班可直达巴黎的夜班车。

## 停靠线路
以下列车线路在圣莫里斯堡站停靠：
| 圣莫里斯堡站列车线路表    |          |        |          |              |
| 线路                      | 车种     | 上一站 | 下一站   | 大致运行频率 |
| 巴黎—圣莫里斯堡           | TGV      | 朗德里 | （终点） | 每天3趟左右  |
| 里尔/南特/坎佩尔/布雷斯特 | TGV      | 朗德里 | （终点） | [ 註 3 ]     |
| 布鲁塞尔—圣莫里斯堡       | Thalys   | 朗德里 | （终点） | [ 註 3 ]     |
| 伦敦—圣莫里斯堡           | Eurostar | 朗德里 | （终点） | [ 註 3 ]     |
| 里昂/尚贝里—圣莫里斯堡    | TER      | 朗德里 | （终点） | 每天9趟左右  |
| 1. 2. 3.                  |          |        |          |              |

## 配套交通

### 长途客车
| 停靠圣莫里斯堡站的大巴车 |                |                                                                                             |
| 上下车地点               | 运营单位       | 主要线路及目的地                                                                            |
| 圣莫里斯堡站门口         | Flixbus        | （法国主要城市，可联程中转） （仅冬季开行）                                                 |
| 圣莫里斯堡站门口         | Isilines       | （法国主要城市，可联程中转） （仅冬季开行）                                                 |
| 圣莫里斯堡站门口         | Ouibus         | （法国主要城市，可联程中转） （仅冬季开行）                                                 |
| 圣莫里斯堡站门口         | 萨瓦省城际客运 | T12 T13 T14 T15                                                                             |
| 圣莫里斯堡站门口         | SNCF Car TER   | - 阿尔贝维尔、尚贝里 - 当铁路线施工或罢工时，SNCF可能也会提供途径该线路沿途站点的临时大巴车 |
| 1. 2. 3. 4.              |                |                                                                                             |

### 市内交通
圣莫里斯堡站附近暂无固定的城市公共交通线路经过。

### 社会车辆
圣莫里斯堡站门口设有社会车辆停车场。

## 临近车站
| 圣莫里斯堡站（Gare de Bourg-Saint-Maurice） |                                  |          |
| 上行车站                                    | 线路                             | 下行车站 |
| 朗德里站 6.3km ←                            | 圣皮埃尔达尔比尼－圣莫里斯堡铁路 | （终点） |
| - 本表仅显示运营中的线路及车站              |                                  |          |